# HC Ambrì-Piotta
HC Ambrì-Piotta (celým názvem: Hockey Club Ambrì-Piotta) je švýcarský klub ledního hokeje, který sídlí v obci Quinto v kantonu Ticino. Založen byl v roce 1937. Jediným úspěchem na domácí scéně je vítězství ve švýcarském poháru v roce 1962. Na mezinárodní scéně je největším úspěchem dvojnásobné vítězství v Kontinentálním poháru a vítězství ve Spenglerově poháru v roce 2022. Od sezóny 1985/86 působí v National League, švýcarské nejvyšší soutěži ledního hokeje. Klubové barvy jsou modrá a bílá. Své domácí zápasy odehrává od roku 2021 na novém stadionu Nuova Valascia s kapacitou 6 775 diváků, který nahradil původní stadion Pista la Valascia s kapacitou 7 000 diváků.

## Získané trofeje

### Vyhrané domácí soutěže
- Schweizer Cup ( 1× )
  - 1962

### Vyhrané mezinárodní soutěže
- Kontinentální pohár ( 2× )
  - 1998/99, 1999/00
- IIHF Superpohár ( 1× )
  - 1999
- Spenglerův pohár ( 1x )
  - 2022

## Hokejisté Československa / Slovenska v dresu HC Ambrì-Piotta
| Hráč              | Sezona       |
| ----------------- | ------------ |
| Milan Matouš      | 1952/1953    |
| Dušan Pašek       | 1990/1991    |
| Patrick Kučera    | 2001/2002    |
| Ján Lipianský     | 2001/2002    |
| Róbert Petrovický | 2001 až 2003 |
| Karol Križan      | 2008/2009    |

## Přehled ligové účasti
Zdroj:
- 1947–1953: National League B (2. ligová úroveň ve Švýcarsku)
- 1953–1964: National League (1. ligová úroveň ve Švýcarsku)
- 1964–1970: National League B Ost (2. ligová úroveň ve Švýcarsku)
- 1970–1978: National League (1. ligová úroveň ve Švýcarsku)
- 1978–1979: National League B (2. ligová úroveň ve Švýcarsku)
- 1979–1982: National League B Ost (2. ligová úroveň ve Švýcarsku)
- 1982–1983: National League (1. ligová úroveň ve Švýcarsku)
- 1983–1984: National League B Ost (2. ligová úroveň ve Švýcarsku)
- 1984–1985: National League B (2. ligová úroveň ve Švýcarsku)
- 1985– : National League (1. ligová úroveň ve Švýcarsku)

## Jednotlivé sezóny
| Švýcarsko (1992 – ) |                  |                                               |                                |
| Sezona              | Umístění v ZČ    | Play-off                                      | Češi                           |
| 1992/1993           | 6. místo         | Semifinále Prohra s Fribourg-Gottéron 1 : 3   |                                |
| 1993/1994           | 6. místo         | Čtvrtfinále Prohra s HC Lugano 2 : 3          |                                |
| 1994/1995           | Bronzová medaile | Čtvrtfinále Prohra s SC Bern 0 : 3            |                                |
| 1995/1996           | 6. místo         | Semifinále Prohra s EHC Kloten 0 : 3          |                                |
| 1996/1997           | 9. místo         | Ne                                            |                                |
| 1997/1998           | 4. místo         | Semifinále Prohra s EV Zug 3 : 4              |                                |
| 1998/1999           | Zlatá medaile    | Finále Prohra s HC Lugano 1 : 4               |                                |
| 1999/2000           | 4. místo         | Semifinále Prohra s HC Lugano 2 : 4           |                                |
| 2000/2001           | 10. místo        | Ne                                            | Martin Štěpánek                |
| 2001/2002           | 4. místo         | Čtvrtfinále Prohra s ZSC Lions 2 : 4          | Tomáš Vlasák, Martin Štěpánek  |
| 2002/2003           | 7. místo         | Čtvrtfinále Prohra s HC Davos 0 : 4           | Martin Štěpánek, Zdeněk Sedlák |
| 2003/2004           | 6. místo         | Čtvrtfinále Prohra s HC Servette Ženeva 3 : 4 |                                |
| 2004/2005           | 6. místo         | Čtvrtfinále Prohra s ZSC Lions 1 : 4          |                                |
| 2005/2006           | 7. místo         | Čtvrtfinále Prohra s HC Lugano 3 : 4          | Tomáš Kucharčík, Pavel Vostřák |
| 2006/2007           | 9. místo         | Ne                                            |                                |
| 2007/2008           | 11. místo        | Ne                                            | Zdeněk Kutlák, Zdeněk Blatný   |
| 2008/2009           | 11. místo        | Ne                                            | Zdeněk Kutlák                  |
| 2009/2010           | 12. místo        | Ne                                            | Zdeněk Kutlák                  |
| 2010/2011           | 12. místo        | Ne                                            | Zdeněk Kutlák, Lukáš Lhoták    |
| 2011/2012           | 11. místo        | Ne                                            | Zdeněk Kutlák, Ladislav Kohn   |
| 2012/2013           | 10. místo        | Ne                                            | Zdeněk Kutlák                  |
| 2013/2014           | 7. místo         | Čtvrtfinále Prohra s Fribourg-Gottéron 0 : 4  |                                |
| 2014/2015           | 11. místo        | Ne                                            |                                |
| 2015/2016           | 10. místo        | Ne                                            |                                |
| 2016/2017           | 12. místo        | Ne                                            |                                |
| 2017/2018           | 11. místo        | Ne                                            | Dominik Kubalík                |
| 2018/2019           | 5. místo         | Čtvrtfinále Prohra s EHC Biel 1 : 4           | Dominik Kubalík, Jiří Novotný  |
| 2019/2020           | 10. místo        | play-off zrušeno kvůli pandemii covidu-19     | Jiří Novotný                   |
| 2020/2021           | 11. místo        | Ne                                            | Jiří Novotný                   |
| 2021/2022           | 10. místo        | Předkolo Prohra s HC Lausanne 1 : 2           |                                |
| 2022/2023           | 12. místo        | Ne                                            | Filip Chlapík, Michael Špaček  |
| 2023/2024           | 8. místo         | Play-in Prohra s EHC Biel 3 : 5               | Michael Špaček                 |
| 2024/2025           |                  |                                               | Dominik Kubalík                |

## Účast v mezinárodních pohárech
Zdroj:
Legenda: SP – Spenglerův pohár, EHP – Evropský hokejový pohár, EHL – Evropská hokejová liga, SSix – Super six, IIHFSup – IIHF Superpohár, VC – Victoria Cup, HLMI – Hokejová Liga mistrů IIHF, ET – European Trophy, HLM – Hokejová Liga mistrů, KP – Kontinentální pohár
- KP 1998/1999 – Vítěz
- IIHFSup 1999 – Vítěz
- KP 1999/2000 – Vítěz
- IIHFSup 2000 – Finále
- KP 2000/2001 – 2. kolo, sk. M (3. místo)
- HLM 2019/2020 – 3.místo sk.G - napostoupili do play-off